# Oedothorax sexmaculatus
Oedothorax sexmaculatus is een spinnensoort in de taxonomische indeling van de hangmatspinnen (Linyphiidae).
Het dier behoort tot het geslacht Oedothorax. De wetenschappelijke naam van de soort werd voor het eerst geldig gepubliceerd in 2001 door Kendo Saito & Ono.